# Olympische Sommerspiele 1976/Teilnehmer (Bulgarien)
| Gelbes Symbol für Goldmedaillen mit stilisierten Olympischen Ringen | Graues Symbol für Silbermedaillen mit stilisierten Olympischen Ringen | Braundes Symbol für Bronzemedaillen mit stilisierten Olympischen Ringen |
| ------------------------------------------------------------------- | --------------------------------------------------------------------- | ----------------------------------------------------------------------- |
| 6                                                                   | 9                                                                     | 7                                                                       |

Bulgarien nahm an den Olympischen Sommerspielen 1976 in Montreal mit einer Delegation von 158 Athleten (105 Männer und 53 Frauen) an 108 Wettkämpfen in 14 Sportarten teil. 
Die bulgarischen Sportler gewannen sechs Gold-, neun Silber- und sieben Bronzemedaillen, womit Bulgarien den siebten Platz im Medaillenspiegel belegte. Olympiasieger wurden die Leichtathletin Iwanka Christowa im Kugelstoßen, die Gewichtheber Norair Nurikjan im Bantamgewicht und Jordan Mitkow im Mittelgewicht, die Ruderinnen Swetla Ozetowa und Sdrawka Jordanowa im Doppel-Zweier sowie Sika Barbulowa und Stojanka Kurbatowa im Zweier ohne Steuerfrau und der Ringer Chassan Issaew im Papiergewicht. Fahnenträger bei der Eröffnungsfeier war der Ringer Alexandar Tomow.

## Teilnehmer nach Sportarten

### Basketball
Frauen
- Bronze 
Nadka Goltschewa
Penka Metodiewa
Petkana Makaweewa
Sneschana Michajlowa
Krassimira Gjurowa
Krassimira Bogdanowa
Todorka Jordanowa
Diana Dilowa
Margarita Schtarkelowa
Marita Stojanowa
Girgi Skerlatowa
Penka Stojanowa

### Boxen
- Bejchan Futschedschiew
Papiergewicht: in der 1. Runde ausgeschieden

- Georgi Kostadinow
Fliegengewicht: im Achtelfinale ausgeschieden

- Zatscho Andrejkowski
Bantamgewicht: im Achtelfinale ausgeschieden

- Rumen Peschew
Federgewicht: in der 1. Runde ausgeschieden

- Zwetan Zwetkow
Leichtgewicht: im Viertelfinale ausgeschieden

- Wladimir Kolew
Halbweltergewicht: Bronze

- Plamen Jankow
Weltergewicht: in der 1. Runde ausgeschieden

- Najden Stantschew
Halbmittelgewicht: im Achtelfinale ausgeschieden

- Ilian Dimitrow
Mittelgewicht: im Achtelfinale ausgeschieden

- Georgi Stoimenow
Halbschwergewicht: im Achtelfinale ausgeschieden

- Atanas Sapundschiew
Schwergewicht: im Viertelfinale ausgeschieden

### Fechten
Männer
- Miroslaw Dudekow
Säbel: 21. Platz
Säbel Mannschaft: 9. Platz

- Anani Michajlow
Säbel: 22. Platz
Säbel Mannschaft: 9. Platz

- Trajan Dimitrow
Säbel: 38. Platz

- Konstantin Dschelepow
Säbel Mannschaft: 9. Platz

- Christo Christow
Säbel Mannschaft: 9. Platz

### Gewichtheben
- Norair Nurikjan
Bantamgewicht: Gold

- Georgi Todorow
Federgewicht: Silber

- Todor Todorow
Federgewicht: Wettkampf nicht beendet

- Jordan Mitkow
Mittelgewicht: Gold

- Trendafil Stojtschew
Halbschwergewicht: Silber

- Blagoj Blagoew
Halbschwergewicht: Wettkampf nicht beendet

- Atanas Schopow
Mittelschwergewicht: Bronze

- Krastju Semerdschiew
Schwergewicht: Silber

- Walentin Christow
Schwergewicht: Wettkampf nicht beendet

### Judo
- Parwan Parwanow
Leichtgewicht: 12. Platz

- Georgi Georgiew
Halbmittelgewicht: 13. Platz

- Zantscho Atanassow
Halbschwergewicht: 18. Platz

- Emil Petrunow
Schwergewicht: 12. Platz

### Kanu
Männer
- Iwan Manew
Einer-Kajak 500 m: im Halbfinale ausgeschieden
Vierer-Kajak 1000 m: 7. Platz

- Lasar Christow
Zweier-Kajak 500 m: im Halbfinale ausgeschieden
Zweier-Kajak 1000 m: 9. Platz

- Borislaw Borissow
Zweier-Kajak 500 m: im Halbfinale ausgeschieden
Zweier-Kajak 1000 m: 9. Platz

- Boschidar Milenkow
Vierer-Kajak 1000 m: 7. Platz

- Nikolaj Natschew
Vierer-Kajak 1000 m: 7. Platz

- Wassil Tschilingirow
Vierer-Kajak 1000 m: 7. Platz

- Borislaw Ananiew
Einer-Canadier 500 m: 4. Platz
Einer-Canadier 1000 m: 4. Platz

- Iwan Burtschin
Zweier-Canadier 500 m: 6. Platz
Zweier-Canadier 1000 m: 7. Platz

- Krassimir Christow
Zweier-Canadier 500 m: 6. Platz
Zweier-Canadier 1000 m: 7. Platz

Frauen
- Rosa Georgiewa
Einer-Kajak 500 m: 9. Platz

- Marija Mintschewa
Zweier-Kajak 500 m: 7. Platz

- Natascha Petrowa-Janakiewa
Zweier-Kajak 500 m: 7. Platz

### Leichtathletik
Männer
- Petar Petrow
100 m: 8. Platz

- Janko Bratanow
400 m Hürden: 6. Platz

- Welko Welew
Diskuswurf: 10. Platz

- Walentin Dschonew
Speerwurf: 14. Platz

Frauen
- Liljana Panajotowa-Iwanowa
200 m: im Viertelfinale ausgeschieden
Weitsprung: im Finale ohne gültigen Versuch

- Nikolina Schterewa
800 m: Silber 
1500 m: 4. Platz

- Swetla Slatewa
800 m: 6. Platz
4-mal-400-Meter-Staffel: im Vorlauf ausgeschieden

- Liljana Todorowa
800 m: im Halbfinale ausgeschieden
4-mal-400-Meter-Staffel: im Vorlauf ausgeschieden

- Wessela Jazinska
1500 m: im Halbfinale ausgeschieden

- Rossiza Pechliwanowa
1500 m: im Vorlauf ausgeschieden

- Penka Sokolowa
100 m Hürden: im Halbfinale ausgeschieden
Fünfkampf: 9. Platz

- Jordanka Iwanowa
4-mal-400-Meter-Staffel: im Vorlauf ausgeschieden

- Iwanka Bonowa
4-mal-400-Meter-Staffel: im Vorlauf ausgeschieden

- Jordanka Blagoewa
Hochsprung: Bronze

- Ekaterina Nedewa
Weitsprung: 15. Platz

- Iwanka Christowa
Kugelstoßen: Gold

- Elena Stojanowa
Kugelstoßen: 8. Platz

- Marija Petkowa
Diskuswurf: Silber

- Jordanka Peewa
Speerwurf: 12. Platz

### Moderner Fünfkampf
- Stojan Slatew
Einzel: 21. Platz
Mannschaft: 10. Platz

- Welko Bratanow
Einzel: 22. Platz
Mannschaft: 10. Platz

- Nikolaj Nikolow
Einzel: 36. Platz
Mannschaft: 10. Platz

### Radsport
- Stojan Bobekow
Straßenrennen: 49. Platz
Mannschaftszeitfahren: 12. Platz

- Martin Martinow
Straßenrennen: Rennen nicht beendet

- Iwan Popow
Straßenrennen: Rennen nicht beendet
Mannschaftszeitfahren: 12. Platz

- Nedjalko Stojanow
Straßenrennen: Rennen nicht beendet
Mannschaftszeitfahren: 12. Platz

- Georgi Fortunow
Mannschaftszeitfahren: 12. Platz

- Dimo Angelow Tontschew
Bahn Sprint: in der 4. Runde ausgeschieden
Bahn 1000 m Zeitfahren: 14. Platz

### Ringen
- Stefan Angelow
Papiergewicht, griechisch-römisch: Bronze

- Petar Kirow
Fliegengewicht, griechisch-römisch: in der 2. Runde ausschieden

- Krassimir Stefanow
Bantamgewicht, griechisch-römisch: 6. Platz

- Stojan Lasarow
Federgewicht, griechisch-römisch: 8. Platz

- Nedeltscho Nedew
Leichtgewicht, griechisch-römisch: in der 3. Runde ausschieden

- Janko Schopow
Weltergewicht, griechisch-römisch: in der 3. Runde ausschieden

- Iwan Kolew
Mittelgewicht, griechisch-römisch: Bronze

- Stojan Nikolow
Halbschwergewicht, griechisch-römisch: Silber

- Kamen Goranow
Schwergewicht, griechisch-römisch: Silber

- Alexandar Tomow
Superschwergewicht, griechisch-römisch: Silber

- Chassan Issaew
Papiergewicht, Freistil: Gold

- Nermedin Selimow
Fliegengewicht, Freistil: 5. Platz

- Micho Dukow
Bantamgewicht, Freistil: 4. Platz

- Iwan Jankow
Federgewicht, Freistil: 5. Platz

- Dontscho Schekow
Leichtgewicht, Freistil: 4. Platz

- Jantscho Pejkow
Weltergewicht, Freistil: in der 3. Runde ausschieden

- Ismail Abilow
Mittelgewicht, Freistil: 5. Platz

- Schukri Ljutwiew
Halbschwergewicht, Freistil: in der 3. Runde ausschieden

- Dimo Kostow
Schwergewicht, Freistil: Bronze

- Nikola Dinew
Superschwergewicht, Freistil: 5. Platz

### Rudern
Männer
- Walentin Stoew
Zweier ohne Steuermann: 5. Platz

- Georgi Georgiew
Zweier ohne Steuermann: 5. Platz

- Rumen Christow
Zweier mit Steuermann: 4. Platz

- Zwetan Petkow
Zweier mit Steuermann: 4. Platz

- Todor Kischew
Zweier mit Steuermann: 4. Platz

- Jordan Waltschew
Doppel-Vierer: 5. Platz

- Mintscho Nikolow
Doppel-Vierer: 5. Platz

- Christo Schelew
Doppel-Vierer: 5. Platz

- Eftim Gersilow
Doppel-Vierer: 5. Platz

- Dimitar Walow
Vierer ohne Steuermann: 7. Platz

- Dimitar Janakiew
Vierer ohne Steuermann: 7. Platz

- Teodor Mrankow
Vierer ohne Steuermann: 7. Platz

- Rumjan Christow
Vierer ohne Steuermann: 7. Platz

- Latschesar Bojtschew
Vierer mit Steuermann: 5. Platz

- Natscho Mintschew
Vierer mit Steuermann: 5. Platz

- Iwan Botew
Vierer mit Steuermann: 5. Platz

- Kiril Kirtschew
Vierer mit Steuermann: 5. Platz

- Nenko Dobrew
Vierer mit Steuermann: 5. Platz

Frauen
- Rossiza Spassowa
Einer: 4. Platz

- Swetla Ozetowa
Doppel-Zweier: Gold

- Sdrawka Jordanowa
Doppel-Zweier: Gold

- Sika Barbulowa
Zweier ohne Steuerfrau: Gold

- Stojanka Kurbatowa
Zweier ohne Steuerfrau: Gold

- Ginka Gjurowa
Vierer mit Steuerfrau: Silber

- Liljana Wassewa
Vierer mit Steuerfrau: Silber

- Reni Jordanowa
Vierer mit Steuerfrau: Silber

- Marijka Modewa
Vierer mit Steuerfrau: Silber

- Kapka Georgiewa
Vierer mit Steuerfrau: Silber

- Iskra Welinowa
Doppel-Vierer mit Steuerfrau: 4. Platz

- Werka Alexiewa
Doppel-Vierer mit Steuerfrau: 4. Platz

- Trojanka Wassilewa
Doppel-Vierer mit Steuerfrau: 4. Platz

- Swetlana Gintschewa
Doppel-Vierer mit Steuerfrau: 4. Platz

- Stanka Georgiewa
Doppel-Vierer mit Steuerfrau: 4. Platz

### Schießen
- Dentscho Denew
Freie Pistole 50 m: 8. Platz

- Ljubtscho Djakow
Freie Pistole 50 m: 18. Platz

- Nonka Matowa
Kleinkalibergewehr Dreistellungskampf 50 m: 11. Platz

- Emilijan Wergow
Kleinkalibergewehr Dreistellungskampf 50 m: 20. Platz

- Stefan Krastew
Kleinkalibergewehr liegend 50 m: 12. Platz

- Anka Pelowa
Kleinkalibergewehr liegend 50 m: 60. Platz

- Anton Manolow
Skeet: 35. Platz

### Schwimmen
Männer
- Stefan Georgiew
100 m Freistil: im Vorlauf ausgeschieden
4-mal-200-Meter-Freistil-Staffel: im Vorlauf ausgeschieden

- Nikolaj Ganew
200 m Freistil: im Vorlauf ausgeschieden
4-mal-200-Meter-Freistil-Staffel: im Vorlauf ausgeschieden

- Petar Georgiew
200 m Freistil: im Vorlauf ausgeschieden
4-mal-200-Meter-Freistil-Staffel: im Vorlauf ausgeschieden

- Antoni Statelow
4-mal-200-Meter-Freistil-Staffel: im Vorlauf ausgeschieden

- Krassimir Stojkow
100 m Rücken: im Vorlauf ausgeschieden
200 m Rücken: im Vorlauf ausgeschieden

### Turnen
Männer
- Andrej Keranow
Einzelmehrkampf: 58. Platz
Boden: 22. Platz
Pferdsprung: 72. Platz
Barren: 61. Platz
Reck: 47. Platz
Ringe: 68. Platz
Seitpferd: 67. Platz
Mannschaftsmehrkampf: 12. Platz

- Stojan Deltschew
Einzelmehrkampf: 64. Platz
Boden: 48. Platz
Pferdsprung: 66. Platz
Barren: 46. Platz
Reck: 71. Platz
Ringe: 78. Platz
Seitpferd: 44. Platz
Mannschaftsmehrkampf: 12. Platz

- Georgi Todorow
Einzelmehrkampf: 66. Platz
Boden: 55. Platz
Pferdsprung: 22. Platz
Barren: 81. Platz
Reck: 55. Platz
Ringe: 74. Platz
Seitpferd: 82. Platz
Mannschaftsmehrkampf: 12. Platz

- Dimitar Kojtschew
Einzelmehrkampf: 78. Platz
Boden: 75. Platz
Pferdsprung: 79. Platz
Barren: 72. Platz
Reck: 65. Platz
Ringe: 62. Platz
Seitpferd: 86. Platz
Mannschaftsmehrkampf: 12. Platz

- Schiwko Russew
Einzelmehrkampf: 83. Platz
Boden: 75. Platz
Pferdsprung: 80. Platz
Barren: 89. Platz
Reck: 76. Platz
Ringe: 49. Platz
Seitpferd: 82. Platz
Mannschaftsmehrkampf: 12. Platz

- Tontscho Todorow
Einzelmehrkampf: 87. Platz
Boden: 85. Platz
Pferdsprung: 77. Platz
Barren: 88. Platz
Reck: 85. Platz
Ringe: 82. Platz
Seitpferd: 81. Platz
Mannschaftsmehrkampf: 12. Platz

Frauen
- Nadja Schatarowa
Einzelmehrkampf: 21. Platz
Boden: 49. Platz
Pferdsprung: 44. Platz
Stufenbarren: 38. Platz
Schwebebalken: 58. Platz
Mannschaftsmehrkampf: 10. Platz

- Galina Janewa
Einzelmehrkampf: 28. Platz
Boden: 57. Platz
Pferdsprung: 44. Platz
Stufenbarren: 55. Platz
Schwebebalken: 40. Platz
Mannschaftsmehrkampf: 10. Platz

- Nina Kostowa
Einzelmehrkampf: 31. Platz
Boden: 37. Platz
Pferdsprung: 51. Platz
Stufenbarren: 41. Platz
Schwebebalken: 25. Platz
Mannschaftsmehrkampf: 10. Platz

- Wessela Mateewa
Einzelmehrkampf: 57. Platz
Boden: 66. Platz
Pferdsprung: 56. Platz
Stufenbarren: 55. Platz
Schwebebalken: 40. Platz
Mannschaftsmehrkampf: 10. Platz

- Marija Kirtschewa
Einzelmehrkampf: 60. Platz
Boden: 65. Platz
Pferdsprung: 56. Platz
Stufenbarren: 61. Platz
Schwebebalken: 49. Platz
Mannschaftsmehrkampf: 10. Platz

- Swetlana Kaschteljan
Einzelmehrkampf: 79. Platz
Boden: 73. Platz
Pferdsprung: 63. Platz
Stufenbarren: 80. Platz
Schwebebalken: 84. Platz
Mannschaftsmehrkampf: 10. Platz